# Арцалу
Арцалу́ (так же Львовский № 4) — село в Лакском районе Дагестана. Входит в сельское поселение сельсовет Буршинский.

## Географическое положение
Расположено на территории Бабаюртовского района, в 42 км к юго-востоку от села Бабаюрт, на Кирпичном канале. Расстояние до Махачкалы — 55 км.

## История
Колония Константиновка № 4 образована в 1901 году переселенцами немцами-меннонитами на землях, купленных у братьев Александра и Константина Львовых (откуда и название). Во время гражданской войны колония подверглась разграблению, а все население её покинуло. В 50-е годы XX века земли бывшей колонии были переданы под зимние пастбища колхоза имени Тельмана села Бурши Лакского района.

## Население
| 1902 | 1914 | 1918 | 1939 | 1959 | 1989 | 2002 |
| ---- | ---- | ---- | ---- | ---- | ---- | ---- |
| 143  | ↘128 | ↗150 | ↘14  | ↗121 | ↗126 | ↗169 |
| 2010 | 2021 |      |      |      |      |      |
| ↘112 | ↘102 |      |      |      |      |      |